# Alcis southi
Alcis southi là một loài bướm đêm trong họ Geometridae.